# Mude Benara
Mude Benara is een bestuurslaag in het regentschap Bener Meriah van de provincie Atjeh, Indonesië. Mude Benara telt 348 inwoners (volkstelling 2010).